# Cesare Maldini
Cesare Maldini (Trieste, 5 de febrero de 1932-Milán, 3 de abril de 2016) fue un futbolista y entrenador italiano que jugaba como defensa, integrante histórico de la A. C. Milan, club al que debe sus mayores éxitos y reconocimientos y en el que permaneció durante casi toda su carrera. Se inició en la Unione Sportiva Triestina Calcio y se retiró en el Torino Football Club tras quince temporadas en activo.
Como entrenador, dirigió a la ya citada A. C. Milan y a las selecciones de Italia y Paraguay, entre otros equipos de Italia. Era el padre del exfutbolista y capitán rossonero, Paolo Maldini y abuelo del futbolista Daniel Maldini.

## Trayectoria

### Como futbolista

#### Inicios
Maldini comenzó su carrera como jugador con el equipo local U.S. Triestina, en 1952, e hizo su debut en Serie A en su primera temporada con el club, el 24 de mayo de 1953, en un empate 0-0 ante el Palermo.

#### Llegada al Milan y mayores éxitos

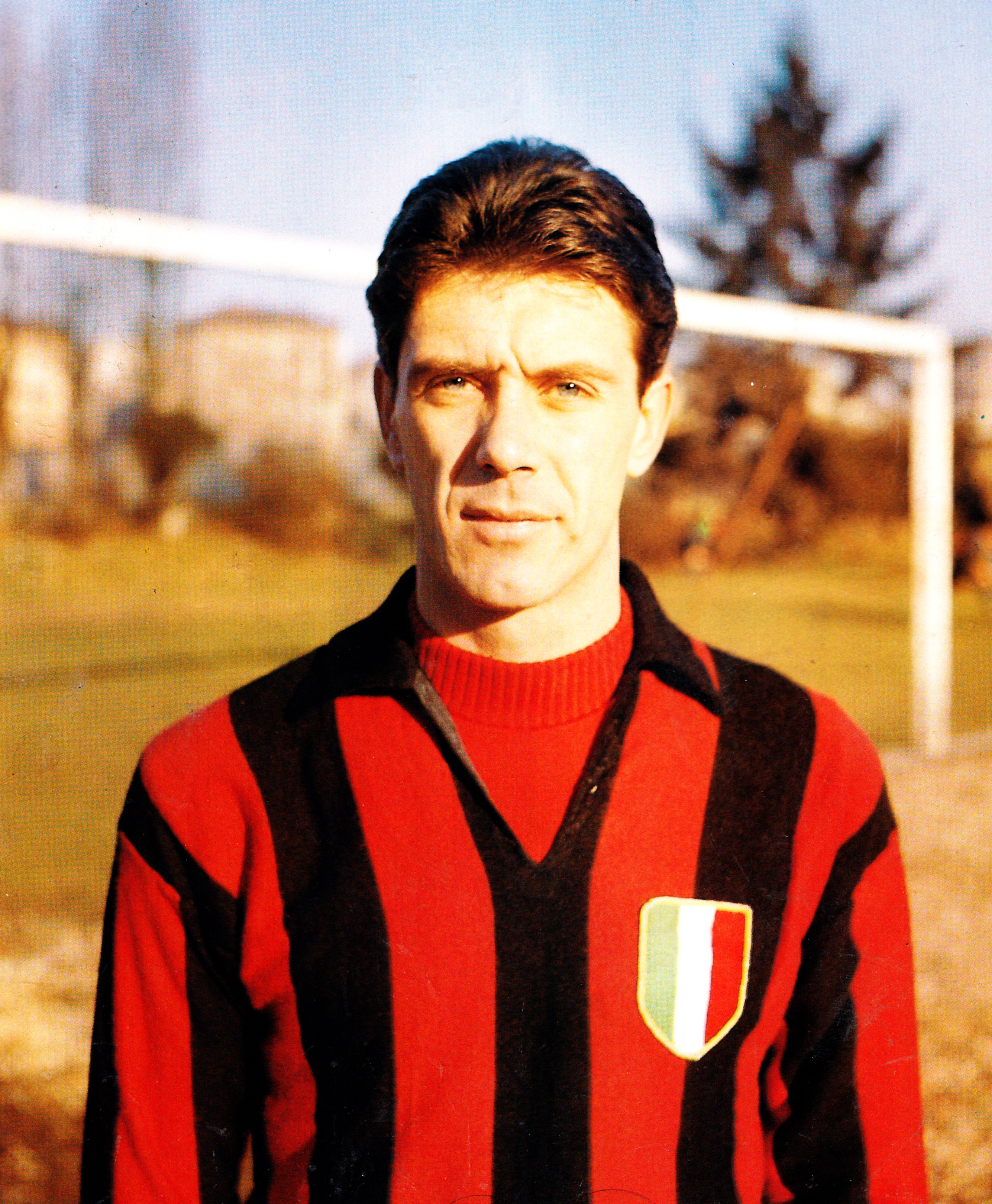
Maldini en el A. C. Milan.

Después de dos temporadas con Triestina, Maldini se trasladó al A. C. Milan en 1954, donde alcanzó notables éxitos tanto a nivel nacional como internacional en la alineación titular del equipo, convirtiéndose también en una figura importante en el club. Hizo su debut con el club el 19 de septiembre de 1954, en una victoria por 4-0 en la liga sobre su equipo anterior, presentando en un equipo de Milán que incluía a varios jugadores importantes en ese momento, como Lorenzo Buffon, Francesco Zagatti, Nils Liedholm, Gunnar Nordahl y Juan Alberto Schiaffino; inmediatamente irrumpió en el primer equipo y ganó su primer título de liga en su temporada de debut con el equipo.
En total, hizo 347 apariciones para el Milan en la Serie A, anotando 3 goles, e hizo 412 apariciones para el club en todas las competiciones. Maldini ganó cuatro títulos de liga (Scudetto) con el Milan, y más tarde se convirtió en el capitán del equipo en 1961, un papel que ocupó durante varios años, hasta que dejó el club, y fue sucedido por Gianni Rivera. Durante su tiempo con el Milan, también ganó una Copa Latina, y pasó a conseguir la primera Copa de Europa del club como capitán del equipo en 1963, cuando el Milan derrotó al Benfica por 2-1 en el Estadio de Wembley el 22 de mayo, con dos goles de José Altafini; como resultado, el Milan se convirtió en el primer equipo italiano en ganar el trofeo, mientras que Maldini se convirtió en el primer capitán italiano en levantar la copa.

#### Últimos años y retiro
Hizo su última aparición para el Milan el 22 de mayo de 1966, en una victoria local de 6-1 sobre el Catania, en la Serie A. En 1966 pasó al Torino por una temporada, antes de retirarse en 1967; realizó su última aparición en la Serie A el 28 de mayo, en una derrota por 2-1 ante el Napoli.

### Como entrenador

#### Primeros años

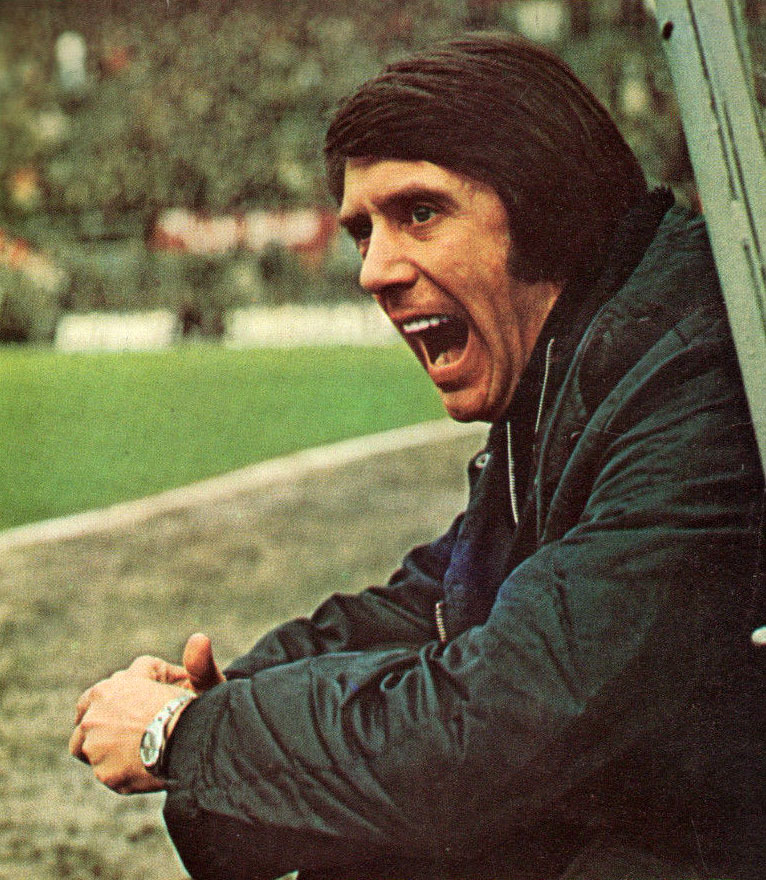
Maldini durante su etapa como entrenador del A. C. Milan en 1973.

Después de retirarse como jugador, Maldini se convirtió en entrenador, comenzando su carrera como asistente de Nereo Rocco en el Milan en 1970, y más tarde también entrenó al equipo entre 1972 y 1974, mientras que Rocco se desempeñó como director técnico del club. El primer partido oficial de Maldini como entrenador en jefe del Milan se produjo el 6 de septiembre de 1972, en un triunfo por 4-1 sobre el FA Red Boys Differdange en la Recopa, Maldini ganó una Copa Italia y una Recopa de Europa, renovó en 1973, y se perdió por poco el título de la liga esa temporada. Fue despedido por el club en 1974, después de una decepcionante derrota por 2-1 ante Verona el 6 de abril, y fue reemplazado por Giovanni Trapattoni en los últimos juegos de la temporada.
Más tarde pasó a entrenar al Foggia (1974-1976), Ternana (1976-77), y el equipo de la Serie C Parma (1978-1980), ayudando al equipo a obtener la promoción a la Serie B durante su permanencia en el club, luego de administrar un segundo lugar final en la liga durante la temporada 1978-79 de la Serie C.
Entre 1980 y 1986, fue uno de los asistentes de Enzo Bearzot para el equipo nacional italiano, e incluso se desempeñó como asistente de gerente durante la Copa Mundial de la FIFA 1982 en España, que ganó Italia.

#### Entrenador de Italia sub-21
Maldini se hizo cargo del equipo italiano Sub-21 en 1986, y entrenó al equipo durante diez años, ganando la Eurocopa Sub-21, un récord de tres veces consecutivas entre 1992 y 1996. Como entrenador de la selección sub-21 de Italia, Maldini también fue conocido como mentor de muchos de los jugadores del equipo, quienes más tarde declararon que jugó un papel clave en su desarrollo; de hecho, los antiguos protegidos Fabio Cannavaro, Gianluigi Buffon y Francesco Totti del equipo ganador de la Eurocopa Sub-21 de Maldini en 1996 pasaron a ganar la Copa Mundial de la FIFA 2006. También fue entrenador de los equipos olímpicos italianos que participaron en los Juegos Olímpicos de Barcelona 1992 y Atlanta 1996.

#### Mundial de 1998 con la selección mayor de Italia
Después de sus éxitos con el equipo Sub-21, Maldini se hizo cargo del equipo mayor en diciembre de 1996, reemplazando a Arrigo Sacchi. Después de asumir el cargo de mánager de la selección nacional, ayudó a Italia a vencer 1-0 a Inglaterra en el Estadio de Wembley el 12 de febrero de 1997, y ayudó al equipo a clasificarse para la Copa Mundial de la FIFA de 1998. Bajo Maldini, Italia fue uno de los cuatro equipos que también participaron en el torneo amistoso Tournoi de France de 1997, en contra de sus deseos, en el que terminaron en el último lugar. A pesar de haber luchado inicialmente en la clasificación, los medios italianos y los aficionados tenían grandes expectativas del lado de 1998, que incluía una defensa sólida, y varios jugadores atacantes prolíficos, como Christian Vieri, Alessandro Del Piero y Filippo Inzaghi, entre otros, en su mejor momento. El hijo de Cesare Maldini, Paolo, era el capitán del equipo.
Italia se ubicó en el Grupo B del torneo con Chile, Camerún y Austria. Ganaron su grupo, empatando 2-2 con Chile en su primer partido, y luego vencieron a Camerún 3-0 y Austria 2-1. Avanzando a los octavos de final, Italia venció a Noruega por 1-0 para asegurar un lugar en los cuartos de final contra los anfitriones del torneo, Francia. Después de un empate sin goles, Italia finalmente fue eliminada por los eventuales campeones en los penaltis.

#### Regreso al Milan
Después de servir como head scout para su exequipo Milan desde febrero de 1999, Maldini regresó brevemente para entrenar al primer equipo del Milan en marzo de 2001, sirviendo como gerente interino del club (cuyo capitán era su hijo, Paolo) junto con el entrenador juvenil Mauro Tassotti, tras el despido de Alberto Zaccheroni, liderando al equipo para sus juegos finales de la temporada. Aunque el club aguantó una temporada decepcionante, terminando en el sexto lugar y sin clasificar para la Liga de Campeones, Maldini llevó al equipo a una memorable victoria por 6-0 sobre el Inter de su ciudad rival en el Derbi de Milán el 11 de mayo; el resultado fue la peor derrota en casa del Inter en la Serie A, y la victoria de liga más grande de Milan en el Derbi. Después de ayudar al club a clasificarse para la Copa de la UEFA, Maldini fue reemplazado por Fatih Terim la temporada siguiente, aunque inicialmente se quedó con el club como asesor del entrenador.

#### Mundial 2002 con Paraguay
En diciembre de 2001, se convirtió en entrenador del equipo nacional de Paraguay. Su designación causó cierta controversia ya que los gerentes nacionales fueron ignorados (lo que provocó que el sindicato de gerentes tratara de expulsarlo sin éxito por infracciones de inmigración) y porque hablaba poco español. Maldini, sin embargo, contó con el apoyo del portero estrella José Luis Chilavert y varios otros jugadores de alto nivel. Se hizo cargo del equipo que ya se había clasificado para el Mundial de 2002 organizado por Corea del Sur y Japón; a la edad de 70 años, se convirtió, lo que era en ese momento, el entrenador más viejo en estar a cargo de un equipo nacional en un torneo de la Copa del Mundo (su hijo Paolo capitaneó a Italia en el mismo torneo); este récord más tarde fue roto por el entrenador de Grecia, Otto Rehhagel, en la Copa Mundial de 2010.
A pesar de perder a Chilavert en el primer juego debido a una suspensión, Paraguay logró pasar del Grupo B a Octavos de final, después de un empate 2-2 con Sudáfrica, una derrota por 3-1 ante España, y una victoria 3-1 sobre Eslovenia. En los octavos de final, Paraguay fue eliminada por los eventuales finalistas, Alemania, perdiendo 1-0 por cortesía de un gol en el minuto 89 de Oliver Neuville. Después del campeonato mundial, Maldini se dimitió como seleccionador de Paraguay.

##### Partidos dirigidos en la selección paraguaya
Desde que asumió, Maldini condujo al equipo albirrojo en 8 partidos, sumando oficiales y amistosos, de los cuales ganó 2, empató 2 y perdió 3. Sus dirigidos anotaron 11 goles y recibieron 15.
| 1 | 13/2/2002 | Ciudad del Este | Bolivia    | 2-2 | Amistoso       | J. Cardozo y E. Struway    |
| 2 | 26/3/2002 | Londres         | Nigeria    | 1-1 | Amistoso       | C. Gamarra                 |
| 3 | 17/4/2002 | Liverpool       | Inglaterra | 0-4 | Amistoso       |                            |
| 4 | 17/5/2002 | Solna           | Suecia     | 2-1 | Amistoso       | R. Santa Cruz y C. Paredes |
| 5 | 2/6/2002  | Pusan           | Sudáfrica  | 2-2 | Copa del Mundo | R. Santa Cruz y F. Arce    |
| 6 | 7/6/2002  | Jeonju          | España     | 1-3 | Copa del Mundo |                            |
| 7 | 12/6/2002 | Seogwipo        | Eslovenia  | 3-1 | Copa del Mundo | N. Cuevas (2) y J. Campos  |
| 8 | 15/6/2002 | Seogwipo        | Alemania   | 0-1 | Copa del Mundo |                            |

Se menciona en primer término el marcador registrado por el conjunto paraguayo.

## Selección nacional
A nivel internacional, Maldini jugó 14 partidos (0 goles), con la selección de Italia entre 1960 y 1963, también sirvió como capitán del equipo nacional entre 1962 y 1963, pero tuvo menos éxito que con el Milan. Hizo su debut el 6 de enero de 1960, en una victoria 3-0 sobre Suiza en la Copa Internacional de Europa Central 1955-60, y más tarde participó en la Copa Mundial de la FIFA de 1962 con Italia, haciendo dos apariciones en la competencia. El equipo sufrió una eliminación decepcionante y polémica en la primera ronda, aunque fue nombrado para el equipo del torneo por sus actuaciones.
Hizo su última aparición para Italia en un partido de clasificación para la Eurocopa en Moscú, en 1963, cuando Italia sufrió una derrota por 2-0 ante la Unión Soviética.

### Participaciones en Copas del Mundo
| Mundial                        | Sede  | Resultado    |
| ------------------------------ | ----- | ------------ |
| Copa Mundial de Fútbol de 1962 | Chile | Primera fase |

## Clubes

### Como jugador
| Club           | País   | Año       |
| -------------- | ------ | --------- |
| U.S. Triestina | Italia | 1952-1953 |
| A. C. Milan    | Italia | 1954-1966 |
| Torino F. C.   | Italia | 1966-1967 |

### Como entrenador
| Club                       | País     | Año                      |
| -------------------------- | -------- | ------------------------ |
| A. C. Milan                | Italia   | 1970-1972 (segundo ent.) |
| A. C. Milan                | Italia   | 1972-1974                |
| Foggia                     | Italia   | 1974-1976                |
| Ternana                    | Italia   | 1976-1977                |
| Parma FC                   | Italia   | 1978-1980                |
| Selección de Italia        | Italia   | 1980-1986 (segundo ent.) |
| Selección de Italia sub-21 | Italia   | 1986-1996                |
| Selección de Italia        | Italia   | 1996-1998                |
| A. C. Milan                | Italia   | 2001                     |
| Selección de Paraguay      | Paraguay | 2002                     |

## Fallecimiento
Cesare falleció el 3 de abril de 2016, a la edad de 84 años en Milán. En su honor, un minuto de silencio se llevó a cabo antes de cada partido de la liga de Italia en ese fin de semana, mientras que los jugadores A. C. Milan llevaron brazaletes negros en su partido contra el Atalanta. El funeral de Maldini tuvo lugar el 5 de abril, en la Basílica de San Ambrosio, contando con la presencia de varias figuras importantes del fútbol, incluido por supuesto su hijo Paolo. Su esposa murió más tarde ese año, el 28 de julio. Ambos descansan en el Cementerio Monumental de Milán.

## Familia

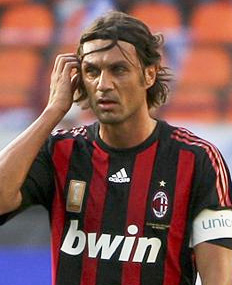
Paolo Maldini, hijo de Cesare.

El hijo de Albino Maldini, un marinero, y María Cesare Maldini nació en Trieste, Friul-Venecia Julia, Italia. Se casó con María Luisa en el año 1962; juntos tuvieron seis hijos: tres hijos y tres hijas.
Uno de sus hijos, Paolo Maldini, jugó en el A. C. Milan desde 1984 hasta el 2009, además tuvo el récord de más partidos con el equipo nacional (ahora tercero detrás de Gianluigi Buffon y Fabio Cannavaro). En el equipo milanés Paolo jugó un total de 902 partidos y ganó 26 títulos, 13 internacionales y 13 nacionales, es el jugador con más partidos disputados y más títulos logrados en la historia del club (récords aún vigentes).
Cesare y Paolo son dos de las más grandes leyendas del club rossonero.

## Palmarés

### Como jugador

#### Competiciones nacionales
| Título  | Club        | País   | Año     |
| ------- | ----------- | ------ | ------- |
| Serie A | A. C. Milan | Italia | 1954-55 |
| Serie A | A. C. Milan | Italia | 1956-57 |
| Serie A | A. C. Milan | Italia | 1958-59 |
| Serie A | A. C. Milan | Italia | 1961-62 |

#### Competiciones internacionales
| Título         | Club        | Sede    | Año     |
| -------------- | ----------- | ------- | ------- |
| Copa Latina    | A. C. Milan | Milán   | 1956    |
| Copa de Europa | A. C. Milan | Londres | 1962-63 |

### Como entrenador

#### Torneos nacionales
| Título         | Club        | País   | Año     |
| -------------- | ----------- | ------ | ------- |
| Copa de Italia | A. C. Milan | Italia | 1972-73 |

#### Torneos internacionales
| Título                      | Club                       | Sede          | Año       |
| --------------------------- | -------------------------- | ------------- | --------- |
| Recopa de Europa            | A. C. Milan                | Salónica      | 1972-1973 |
| Campeonato de Europa sub-21 | Selección sub-21 de Italia | Sin sede fija | 1992      |
| Campeonato de Europa sub-21 | Selección sub-21 de Italia | Francia       | 1994      |
| Campeonato de Europa sub-21 | Selección sub-21 de Italia | España        | 1996      |

### Distinciones individuales
| Distinción                                 | Año  |
| ------------------------------------------ | ---- |
| Equipo de las Estrellas de la Copa Mundial | 1962 |
| World Soccer XI                            | 1963 |